# Mycosphaerella ranunculi
Mycosphaerella ranunculi är en svampart som först beskrevs av Petter Adolf Karsten, och fick sitt nu gällande namn av Lind 1926. Mycosphaerella ranunculi ingår i släktet Mycosphaerella och familjen Mycosphaerellaceae.  Arten är reproducerande i Sverige. Inga underarter finns listade i Catalogue of Life.